# Atef

Vương miện Atef

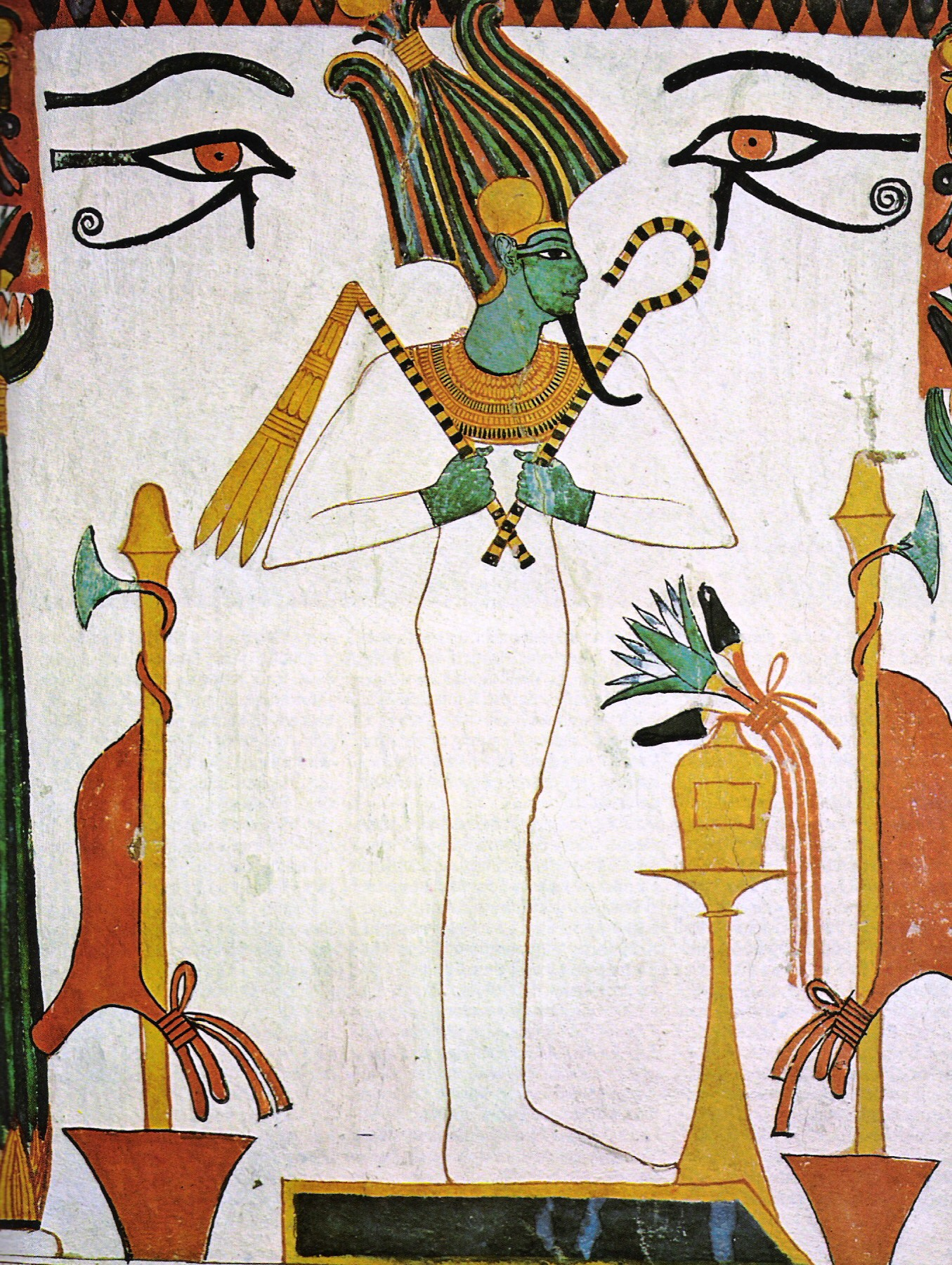
Osiris đội vương miện Atef

Atef là chiếc vương miện trắng đội đầu của nhiều vị thần trong thần thoại Ai Cập cổ đại, kể cả các pharaon. Mặc dù được đội bởi các thần như Ra, Sobek, Thoth, Heryshaf..., vương miện Atef chủ yếu gắn liền với thần chết Osiris hơn, và nó cũng là biểu tượng cho sự cai trị của Osiris trên dương trần lẫn cõi âm.
Vương miện Atef là sự kết hợp giữa vương miện trắng Hedjet với 2 chùm lông cuộn tròn của đà điểu được trang trí ở mỗi bên. Những chiếc lông đại diện cho công lý, bình đẳng và sự thật. Atef có nhiều biến thể khác nhau. Từ thời kỳ Tân vương quốc, đôi khi xuất hiện trên đỉnh vương miện là một đĩa mặt trời. Ở trước vương miện còn được trang trí bởi một cặp sừng (bò hoặc cừu) kèm theo một đĩa mặt trời ở chính giữa. Ngoài ra, trên cặp sừng còn được trang trí bởi hai con rắn uraeus cũng đội đĩa mặt trời.
Sahure là vị pharaon đầu tiên đội chiếc vương miện Atef này (Vương triều thứ 5). Dưới thời kỳ Amarna, tức triều đại của Akhenaten, vương miện Atef truyền thống bị thay thế bởi vương miện Hemhem với 3 chiếc Hedjet ghép lại và được trang trí như của Atef. Đĩa mặt trời trên đỉnh vương miện đôi khi được thay bằng hình ảnh chim ưng.